# Linia 1 de tramvai din București
Perechea de linii de tramvai 1/10 reprezintă cel mai lung traseu de tramvai din București, fiind operat de STB. Această rută are un traseu circular, urmând aproape în totalitate Inelul Principal de circulație din București, cu excepția tronsonului Grozăvești - Filaret. Începând cu 1 noiembrie 2017, linia 1 întoarce la terminalul „Romprim”. Tot din acea dată, STB (denumit R.A.T.B. la momentul respectiv) a înființat linia de tramvai 10, ce reprezintă inelul interior al liniei 1, cu inscripția de traseu „Romprim - Șos. Viilor - Bd. Banu Manta – Mihai Bravu - Romprim”.

## Traseul curent

### Linia 1
Circulă în sensul invers acelor de ceasornic. În prezent, linia 1 are 51 de stații. Circulă pe traseul: Romprim - Șoseaua Olteniței - Calea Văcărești - Șoseaua Mihai Bravu - Șoseaua Ștefan cel Mare - Bulevardul Iancu de Hunedoara - Șoseaua Nicolae Titulescu - Pasajul Basarab - Șoseaua Orhideelor - Bulevardul Doina Cornea - Bulevardul Paul Teodorescu - Bulevardul Timișoara - Șoseaua Progresului - Strada C-tin. Istrati - Șoseaua Viilor - Piața Eroii Revoluției - Șoseaua Olteniței - Romprim. 
Din data de 25 mai 2021 linia 1 și-a modificat traseul Romprim - Șoseaua Olteniței - Calea Văcărești - Șoseaua Mihai Bravu - Șoseaua Ștefan cel Mare - Bulevardul Iancu de Hunedoara - Șoseaua Nicolae Titulescu până la bucla de la Bulevardul Banu Manta deoarece s-au demarat lucrările de modernizare a liniei pe Bulevardele Doina Cornea și Paul Teodorescu (ex General Vasile Milea).
Din data de 4 mai 2022 linia 1 s-a modificat Șura Mare - Șoseaua Giurgiului - Șoseaua Olteniței - Calea Văcărești - Șoseaua Mihai Bravu - Șoseaua Ștefan cel Mare - Bulevardul Iancu de Hunedoara - Șoseaua Nicolae Titulescu până la Banu Manta din cauza incidentului de la substația electrică de alimentare de la Nițu Vasile
Începând cu data de 24 octombrie 2022 linia 1 s-a modificat Șura Mare - Șoseaua Giurgiului - Șoseaua Olteniței - Calea Văcărești - Șoseaua Mihai Bravu - Șoseaua Ștefan cel Mare - Bulevardul Iancu de Hunedoara - Șoseaua Nicolae Titulescu - Pasajul Basarab - Bulevardul Doina Cornea - Bulevardul Paul Teodorescu - Bulevardul Timișoara -  Șoseaua Progresul - Strada Dr. Constantin Istrati - Șoseaua Viilor - Șura Mare
Având în vedere necesitatea executării unor lucrări edilitare în Piața Eroii Revoluției, începând cu data de 26 iulie 2023 traseul liniei 1 s-a modificat temporar astfel: Șura Mare - Șoseaua Giurgiului - Șoseaua Olteniței - Calea Văcărești - Șoseaua Mihai Bravu - Șoseaua Ștefan cel Mare - Bulevardul Iancu de Hunedoara - Șoseaua Nicolae Titulescu - Pasajul Basarab - Bulevardul Doina Cornea - Bulevardul Paul Teodorescu - Bulevardul Timișoara -  Șoseaua Progresul - Strada Dr. Constantin Istrati - Bulevardul Mărășești - Pasajul Mărășești - Bulevardul Octavian Goga - Calea Vitan - Șoseaua Mihai Bravu - Calea Văcărești - Șoseaua Olteniței - Șura Mare
Începând cu data de 15 octombrie 2023 linia 1 a revenit la traseul deviat: Șura Mare - Șoseaua Giurgiului - Șoseaua Olteniței - Calea Văcărești - Șoseaua Mihai Bravu - Șoseaua Ștefan cel Mare - Bulevardul Iancu de Hunedoara - Șoseaua Nicolae Titulescu - Pasajul Basarab - Șoseaua Orhideelor - Bulevardul Doina Cornea - Bulevardul Paul Teodorescu - Bulevardul Timișoara - Șoseaua Progresului - Strada C-tin. Istrati - Șoseaua Viilor - Piața Eroii Revoluției - Șoseaua Olteniței - Șura Mare. 
Începând cu data de 14 decembrie 2024 linia 1 a revenit la Romprim pe traseul de bază: Romprim - Șoseaua Olteniței - Calea Văcărești - Șoseaua Mihai Bravu - Șoseaua Ștefan cel Mare - Bulevardul Iancu de Hunedoara - Șoseaua Nicolae Titulescu - Pasajul Basarab - Șoseaua Orhideelor - Bulevardul Doina Cornea - Bulevardul Paul Teodorescu - Bulevardul Timișoara - Șoseaua Progresului - Strada C-tin. Istrati - Șoseaua Viilor - Piața Eroii Revoluției - Șoseaua Olteniței - Romprim.

### Linia 10
Circulă în sensul acelor de ceasornic și numără 52 de stații. Circulă pe traseul: Romprim - Șoseaua Olteniței - Piața Eroii Revoluției - Șoseaua Viilor - Strada C-tin. Istrati - Șoseaua  Progresului - Bulevardul Timisoara - Bulevardul Paul Teodorescu - Bulevardul Doina Cornea - Șoseaua Orhideelor - Pasajul Basarab - Șoseaua Nicolae Titulescu - Bulevardul Iancu de Hunedoara - Șoseaua Ștefan cel Mare - Șoseaua Mihai Bravu - Calea Văcărești - Șoseaua Olteniței - Romprim.
De pe 25 Mai 2021 s-a modificat Linia 10 Romprim - Șoseaua Olteniței până la Cimitirul Șerban Vodă din cauza lucrărilor de modernizare a căii de rulare de pe Bulevardul Doina Cornea și de pe Bulevardul Paul Teodorescu.
De pe 4 sau 5 mai 2022 linia 10 s-a suspendat din cauza incidentul electric de la Nițu Vasile.
Începând cu data de 24 octombrie 2022 se reinfințează linia 10 de la Șura Mare - Piața Eroii Revoluției - Șoseaua Viilor - Strada C-tin. Istrati - Șoseaua Progresului - Bulevardul Timisoara - Bulevardul Doina Cornea - Șoseaua Orhideelor - Pasajul Basarab - Șoseaua Nicolae Titulescu - Bulevardul Iancu de Hunedoara - Șoseaua Ștefan cel Mare - Șoseaua Mihai Bravu - Calea Văcărești - Șoseaua Olteniței - Șura Mare
Având în vedere necesitatea executării unor lucrări edilitare în Piața Eroii Revoluției, începând cu data de 26 iulie 2023 traseul liniei 10 s-a modificat temporar astfel: Șura Mare - Șoseaua Giurgiului - Șoseaua Olteniței - Calea Văcărești - Șoseaua Mihai Bravu - Calea Vitan - Bulevardul Octavian Goga - Pasajul Mărășești - Bulevardul Mărășești - Strada Dr. Constantin Istrati - Șoseaua Progresului - Bulevardul Timișoara - Bulevardul Paul Teodorescu - Bulevardul Doina Cornea - Pasajul Basarab - Șoseaua Nicolae Titulescu - Pasajul Victoriei - Bulevardul Iancu de Hunedoara - Șoseaua Stefan cel Mare - Șoseaua Mihai Bravu - Calea Văcărești - Șoseaua Olteniței - Șura Mare
Începând cu data de 15 octombrie 2023 linia 10 a revenit la traseul deviat: Șura Mare - Șoseaua Giurgiului - Piața Eroii Revoluției - Șoseaua Viilor - Strada C-tin. Istrati - Șoseaua  Progresului - Bulevardul Timisoara - Bulevardul Paul Teodorescu - Bulevardul Doina Cornea - Șoseaua Orhideelor - Pasajul Basarab - Șoseaua Nicolae Titulescu - Bulevardul Iancu de Hunedoara - Șoseaua Ștefan cel Mare - Șoseaua Mihai Bravu - Calea Văcărești - Șoseaua Olteniței - Șura Mare.
Începând cu data de 14 decembrie 2024 linia 10 a revenit la Romprim pe traseul de bază: Romprim - Șoseaua Olteniței - Piața Eroii Revoluției - Șoseaua Viilor - Strada C-tin. Istrati - Șoseaua  Progresului - Bulevardul Timisoara - Bulevardul Paul Teodorescu - Bulevardul Doina Cornea - Șoseaua Orhideelor - Pasajul Basarab - Șoseaua Nicolae Titulescu - Bulevardul Iancu de Hunedoara - Șoseaua Ștefan cel Mare - Șoseaua Mihai Bravu - Calea Văcărești - Șoseaua Olteniței - Romprim.
A se observa că linia 10 are o stație în plus, anume „Mieilor”. Atât linia 1 cât și linia 10 au o lungime de aproximativ 22 km.

## Trasee din trecut
De-a lungul timpului, linia 1 de tramvai a suferit mai multe modificări de trasee și chiar nu a existat câțiva ani, până când, în iulie 2011, linia 34 s-a transformat în linia 1.

### Traseul din 1962
Probabil cel mai vechi traseu cunoscut al liniei 1 este cel apărut în harta generală din anul 1962. Linia 1 figurează atât pe harta din 1962, cât și pe harta din 1966, pe traseul următor: Depoul Splaiul Unirii (ce era situat pe malul stâng al Dâmboviței, în apropierea actualului Pasaj Mihai Bravu) - Splaiul Unirii - Văcărești (inclusiv actualul Bulevard Mircea Vodă) - Sf. Vineri (intersecția cu Bulevardul Călărași) - Calea Moșilor - Șoseaua Colentina - Cartierul Colentina (la intersecția cu Șoseaua Fundeni). Conform hărții ITB (Întreprinderea de Transport București) din 1970, tramvaiul 1 încă avea același traseu de bază, cu excepția prelungirii capătului nordic până pe Strada Cornișor, în apropierea Depoului de Tramvaie Colentina.

### Traseul din anii 2000
La finalul anilor '80 și începutul anilor '90, arhitectura liniilor de tramvai din sud-estul Bucureștiului s-a schimbat. Depoul „Splaiul Unirii” a fost desființat, iar șina de tramvai de pe Splaiul Unirii, Calea Văcărești (porțiunea cuprinsă între fostul Abator și stația de metrou Timpuri Noi), actualul Bulevard Mircea Vodă și Strada Sfânta Vineri a fost dezafectată. De asemenea, șina de tramvai de pe Șoseaua Berceni (dintre Piața Sudului și IMGB), ce deservea în anii '70 liniile 9 și 22, a dispărut la rândul său. Odată cu inaugurarea căii de rulare ce leagă și în prezent Șoseaua Mihai Bravu de Piața Sudului (prin Calea Văcărești), ruta tramvaiului 1 a ajuns foarte aproape de varianta cotidiană, legând sud-estul capitalei (Cartierul Berceni) de nord-estul acesteia (Cartierul Colentina). Traseul pornea de la terminalul Romprim, garniturile urmând ruta Șoseaua Olteniței - Piața Sudului - Calea Văcărești - Șoseaua Mihai Bravu - Bulevardul Ferdinand I - Strada Ziduri Moși (lângă Halele Obor) - Șoseaua Colentina - Cartier Colentina (la intersecția cu Șoseaua Fundeni). Garniturile liniei 1 circulau cu inscripția „Halele Obor - Romprim S.A.”, având traseu comun cu linia 34 (Romprim S.A. - Banu Manta/Gara de Nord/Depoul Victoria) pe porțiunea dintre Romprim și intersecția Bulevardelor Mihai Bravu și Ferdinand I (lângă Colegiul Național Iulia Hasdeu). 
Tramvaiul 1 avea un rol secundar, de dublare a liniei 34, în ultimii ani ai existenței. Intervalele de succedare dintre vehicule erau mari tocmai din acest motiv. În ianuarie 2009, după o lungă pauză în care liniile 1 și 34 au fost suspendate din cauza lucrărilor ce vizau reabilitarea șinei de pe Șoseaua Mihai Bravu, doar linia 34 a revenit. Hotărârea a venit în contextul în care linia 1 transporta un număr mic de călători (mare parte din traseu fiind acoperit de linia 34). Punct important de pe fostul traseu al liniei 1, Halele Obor, au fost demolate la rândul lor în august 2007, lucru ce a dus la scăderea cererii de transport în zonă. Odată cu desființarea liniei 1, „bucla” de întoarcere de pe Șoseaua Colentina (intersecția cu Șoseaua Andronache și Șoseaua Fundeni) - terminalul original din 1962 - a fost și ea dezafectată. 

### Traseul 2011-2017 (prima variantă inelară)
În iulie 2011, linia 1 este „reînviată” atunci când R.A.T.B. hotărăște să redenumească linia 34. Traseul era următorul: Poșta Vitan - Calea Vitan - Șoseaua Mihai Bravu - Șoseaua Ștefan cel Mare - Bulevardul Iancu de Hunedoara - Șoseaua Nicolae Titulescu - Pasajul Basarab - Șoseaua Orhideelor - Bulevardul Vasile Milea - Bulevardul Timișoara - Șoseaua Progresului - Strada Dr. Constantin Istrati - Șoseaua Viilor - Calea Șerban Vodă - B-dul Gheorghe Șincai - Str. Nerva Traian - B-dul Octavian Goga - Poșta Vitan. Pentru prima oară, traseul liniei 1 era circular, fapt ce făcea ca linia să fie actualmente constituită din două linii diferite, deoarece fiecare garnitură parcurgea un singur sens de mers pe tot parcursul programului, și nu ambele sensuri, precum în cazul celorlalte linii obișnuite. Poșta Vitan devenise singurul capăt al liniei, fapt ce ducea la frecvente aglomerări. Principalul inconvenient erau peroanele foarte înguste și scurte (puteau găzdui un singur tramvai pe sens), fapt ce îngreuna debarcarea pasagerilor. De asemenea, odată ajunși la Poșta Vitan, pasagerii ce doreau să își continue călătoria erau nevoiți să schimbe garnitura. Cu toate acestea, oficialii R.A.T.B. susțineau că cele 42 de stații (21,4 km pe tură) vor putea fi parcurse în doar 92 de minute.
Începând cu 23 septembrie 2013, capătul de linie al tramvaielor 1 a fost mutat la terminalul „Șura Mare” (lângă Piața Eroii Revoluției, Cimitirul „Șerban-Vodă” și fostul City Mall), traseul fiind împărțit în două secțiuni: Șura Mare - Șos. Șerban Vodǎ - Calea Vitan (sens invers acelor de ceasornic) și Șura Mare - Șos. Viilor - Pasajul Basarab - Piața Iancului (sensul acelor de ceasornic). Traseul a rămas același, diferența fiind locul de staționare, cu peroane mai lungi și mai moderne față de fostul terminal „Poșta Vitan”. 
În septembrie 2017, cu ocazia finalizării Pasajului de la Piața Sudului și al Pasajului Mihai-Bravu (inaugurat în 2014), linia 1 a revenit pe Șoseaua Olteniței și în zona Pieței Sudului. Traseul a rămas aproape identic, singura modificare fiind că, în ambele sensuri, în loc să circule pe Calea Vitan, Bulevardul Nerva Traian, Bulevardul Gheorghe Șincai și Calea Șerban Vodă, tramvaiele foloseau traseul: Șoseaua Mihai Bravu - Calea Văcărești - Piața Sudului - Șoseaua Olteniței - Șura Mare, traseu pe care calea de rulare era mai calitativă comparativ cu ruta precedentă.

### Traseul din 2017-2021 (a doua variantă inelară)
Începând cu 1 noiembrie 2017, linia 1 are capătul la terminalul „Romprim”, problema spațiului fiind astfel rezolvată în totalitate. De asemenea, problema „confuziei” dintre cele două ramuri ale liniei este rezolvată, R.A.T.B. înființând linia 10 (redenumind practic unul dintre sensurile liniei 1). Începând cu acea dată, linia 34 a rămas desemnată să acopere fluxul de călători pe relația Șura Mare - Bulevardul Mihai Bravu - Banu Manta. Deși în anii 2000 linia 34 era principală, iar linia 1 era secundară, rolurile s-au inversat odată cu aceste modificări de trasee. 

## Exploatare
În prezent, garniturile de pe liniile 1 și 10 provin de la depourile Dudești și Victoria. O parte din cele mai noi garnituri pe care STB le are la dispoziție sunt distribuite acestor două linii, astfel că tramvaiele Bucur LF (Podea coborâtă) se găsesc exclusiv pe această linie. De asemenea, un număr semnificativ de tramvaie V3A CH-PPC (Podea parțial coborâtă) se regăsesc pe aceste rute. Restul de garnituri necesare sunt de tip V3A. Din mai/august 2023 , pe linia 1/10  circulă noile tramvaie Astra Imperio Metropolitan care aparțin depourilor Giurgiu (linia 1), respectiv Militari (linia 10).